# اگبرت (وسکس)
اگبرت (به انگلیسی: Egbert، به آنگلو-ساکسونی: Ecgberht یا Ecgbryht) (درگذشتهٔ ۸۳۹) شاه وسکس (ساکسون غربی) از ۸۰۲ تا ۸۳۹ بود. او در ۸۲۵ توانست بر مرسیایی‌ها در الندوم (رافتون کنونی) در ویلتشایر پیروز شود و اسکس، کنت، سوری و ساسکس را تصرف نماید. او همچنین خود مرسیا را نیز در ۸۳۹ فتح نمود اما دیری نگذشت که آن را از دست داد.
اگبرت سپس گسترهٔ فرمانرواییش را تا کُرنوال گسترش داد و در ۸۳۸ توانست اتحاد بین وایکینگ‌ها و بریتون‌ها را در هینگستون داون در هم شکند. مجموعهٔ این پیروزی‌ها سبب شد تا او کنترل کامل جنوب انگلستان از کنت تا لندز اِند را در دست گیرد و پادشاهی وسکس را به‌عنوان قدرتمندترین پادشاهی آنگلو-ساکسون بر پا سازد.